# 존 랜킨

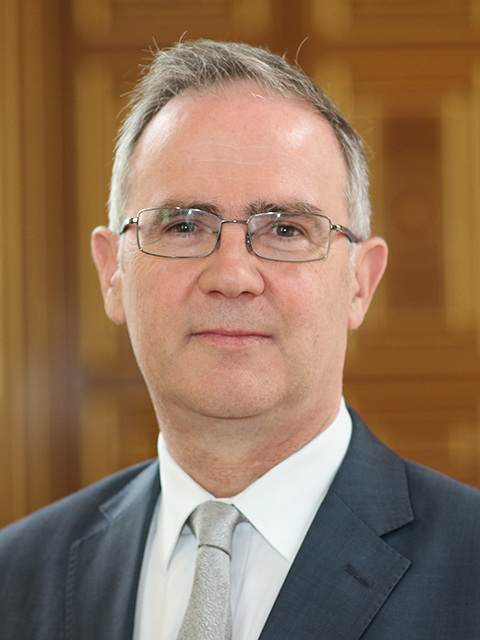

존 랭킨(영어: John Rankin, 1957년 3월 12일~)은 영국의 외교관으로, 주영 네팔대사를 지냈고, 2016년 12월부터 2020년 12월까지 버뮤다 총독을 지냈으며, 현재 영국령 버진 아일랜드의 총독이다. 글래스고 대학교에서 법학 학사를 취득한 이후, 캐나다 맥길대학교에서 국제법으로 석사 학위를 받았다.